# ASD Siracusa
Siracusa Calcio – włoski klub piłkarski, mający swoją siedzibę w mieście Syrakuzy, na Sycylii.

## Historia
Chronologia nazw:
- 1924: Circolo Sportivo Tommaso Gargallo – po fuzji klubów Esperia, Insuperabile, 75° Fanteria
- 1930: Società Sportiva Syracusæ
- 1932: Società Sportiva Siracusa
- 1935: klub rozwiązano
- 1937: Associazione Sportiva Siracusa
- 1974: Siracusa Calcio
- 1986: Associazione Sportiva Siracusa
- 1995: Unione Sportiva Siracusa Marcozzi
- 1998: Unione Sportiva Siracusa
- 2012: Associazione Sportiva Dilettantistica Città di Siracusa
- 2013: Associazione Sportiva Dilettantistica Sport Club Siracusa
- 2014: Associazione Sportiva Dilettantistica Città di Siracusa
- 2016: Siracusa Calcio

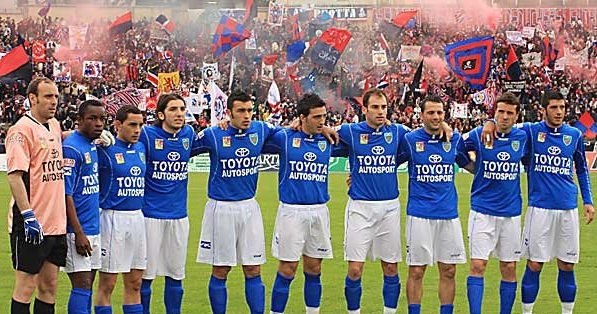
Siracusa

Piłkarski klub Circolo Sportivo Tommaso Gargallo został założony w Syrakuzach 1 kwietnia 1924 roku w wyniku fuzji miejscowych klubów Esperia, Insuperabile i 75° Fanteria. W sezonie 1924/25 debiutował na drugim szczeblu rozgrywek o mistrzostwo Włoch, gdzie zwyciężył najpierw w grupie A Sicilia Seconda Divisione Sud, a potem w finale grupy Sicilia był trzecim. Po zakończeniu sezonu 1925/26, w którym znów zwyciężył w grupie Siculo-Calabro Seconda Divisione Sud, przeprowadzono kolejną reorganizację systemu ligi. Po wprowadzeniu najwyższej klasy, zwanej Divisione Nazionale, klub pozostał występować w Seconda Divisione, która była już trzecim szczeblem rozgrywek. W sezonie 1926/27 uplasował się na drugiej pozycji w grupie D. W następnym sezonie 1927/28 chociaż zajął 4.miejsce w grupie D, ale zakwalifikował się do drugoligowego Campionato Meridionale. W sezonie 1928/29 najpierw zwyciężył w grupie D, a potem w półfinale był trzecim w grupie B. Końcowa lokata pozwoliła zakwalifikować się do trzecioligowej Prima Divisione Sud, która powstała po wprowadzeniu Serie A i Serie B. W sezonie 1929/30 zajął 6.miejsce w grupie D Prima Divisione Sud. W 1930 klub zmienił nazwę na Società Sportiva Syracusæ. W następnym sezonie uplasował się na 9.pozycji w grupie E, a sezonie 1931/32 był trzecim w grupie F. W 1932 klub przyjął nazwę Società Sportiva Siracusa. W kolejnych dwóch sezonach był na drugim miejscu w grupie, a potem kwalifikował się do rundy finałowej, jednak promocji nie zdobył. W sezonie 1934/35 po 16.kolejce wycofał się z rozgrywek w grupie H Prima Divisione i 27 marca 1935 został zdyskwalifikowany przez F.I.G.C.
Latem 1937 klub został reaktywowany jako Associazione Sportiva Siracusa. W sezonie 1937/38 zwyciężył w grupie B Sicilia Prima Divisione i awansował do Serie C, w której występował do 1943 do momentu rozpoczęcia działań wojennych na Sycylii.
Po zakończeniu II wojny światowej w 1945 klub był drugim w Campionato Siciliano. W sezonie 1945/46 zajął 4.miejsce w grupie F Lega Nazionale Centro-Sud Serie C i awansował do Serie B. W 1953 po zajęciu przedostatniego 17.miejsca spadł do Serie C, w której grał do 1968 roku. Od 1968 do 1995 klub występował na trzecim lub czwartym szczeblu rozgrywek, często zmieniając je. W międzyczasie zmienił nazwę – w 1974 na Siracusa Calcio, a w 1986 na Associazione Sportiva Siracusa.
W lipcu 1995 klub z przyczyn finansowych został zdyskwalifikowany z lig zawodowych. Amatorski klub Unione Sportiva Marcozzi Siracusa występujący w regionalnej lidze Promozione przyjął nazwę i tradycję znanego klubu. Z nazwą Unione Sportiva Siracusa Marcozzi startował w sezonie 1995/96 w Promozione Sicilia i po zajęciu drugiego miejsca w grupie C awansował do Eccellenza Sicilia. W 1998 zdobył promocję do Campionato Nazionale Dilettanti, po czym skrócił nazwę do Unione Sportiva Siracusa. Po roku wrócił do Eccellenza Sicilia. W 2002 ponownie awansował do Serie D, która była piątą klasą rozgrywek. W sezonie 2008/09 zwyciężył w grupie I i zdobył promocję do czwartoligowej Lega Pro Seconda Divisione.
16 lipca 2012 klub ogłosił, że nie przystępuje do następnego turnieju Lega Pro Prima Divisione i wraca do rozgrywek regionalnych. Stowarzyszenie kontynuuje pracę z młodzieżą i zmieniło nazwę na A.S.D. Città di Siracusa. W 2013 zwyciężył w Terza Categoria Siracusa i awansował do Seconda Categoria Siracusa. 25 czerwca 2013 wraz z przeniesieniem tytułu sportowego Eccellenza klub Associazione Calcio Palazzolo założył A.S.D. Sport Club Siracusa, który na mocy wyrzeczenia połączył A.S.D. Città di Siracusa. W sezonie 2013/14 zajął najpierw trzecie miejsce w grupie B Eccellenza Sicilia, ale przegrał w finale play-off. Latem 2014 klub przywrócił nazwę A.S.D. Città di Siracusa. W następnym sezonie po zajęciu pierwszego miejsca w grupie B Eccellenza Sicilia awansował do Serie D, a w sezonie 2015/16 po zajęciu pierwszego miejsca w grupie I awansował do Lega Pro. W 2016 klub zmienił nazwę na Siracusa Calcio.

## Sukcesy

### Trofea międzynarodowe
Nie uczestniczył w rozgrywkach europejskich (stan na 31-12-2016).

### Trofea krajowe
| \| \| Zdobyte trofea w rozgrywkach Włoch (stan na: 31-05-2017) \| |                                                          |      |                                  |
| Rozgrywki                                                         | Osiągnięcie                                              | Razy | Sezon(y)                         |
| · Mistrzostwo                                                     | I miejsce                                                | 0    |                                  |
| · Mistrzostwo                                                     | II miejsce                                               | 0    |                                  |
| · Mistrzostwo                                                     | III miejsce                                              | 0    |                                  |
| · Puchar                                                          | zdobywca                                                 | 0    |                                  |
| · Puchar                                                          | finalista                                                | 0    |                                  |
| · Puchar                                                          | 1/8 finału                                               | 1    | 1940/41                          |
| II liga                                                           | I miejsce                                                | 1    | 1925/26 (grupa Sicilia-Calabria) |
| II liga                                                           | II miejsce                                               | 0    |                                  |
| II liga                                                           | III miejsce                                              | 1    | 1924/25 (finał Sicilia)          |
| Włochy                                                            | Zdobyte trofea w rozgrywkach Włoch (stan na: 31-05-2017) |      |                                  |

## Stadion
Klub rozgrywa swoje mecze domowe na stadionie Nicola De Simone w Syrakuzach, który może pomieścić 5946 widzów.

## Kibice
Kibice Siracusa Calcio przyjaźnią się z fanami z Akragas, US Catanzaro, ASD Castrovillari Calcio, US Cremonese, Gela Calcio, Marsala, USD Noto, US Vibonese Calcio i Paris Saint-Germain (Karsud Kop of Boulogne). W przeszłości była silne przyjacielskie relacje z ultras US Palermo, Perugia, Regginy, Salernitany i Juventusu (Drughi).